# Waleri Borissowitsch Garkalin
Waleri Borissowitsch Garkalin (russisch Валерий Борисович Гаркалин; * 11. April 1954 in Moskau; † 20. November 2021 ebenda) war ein sowjetischer bzw. russischer Schauspieler, Schauspiellehrer und Puppenspieler.

## Laufbahn

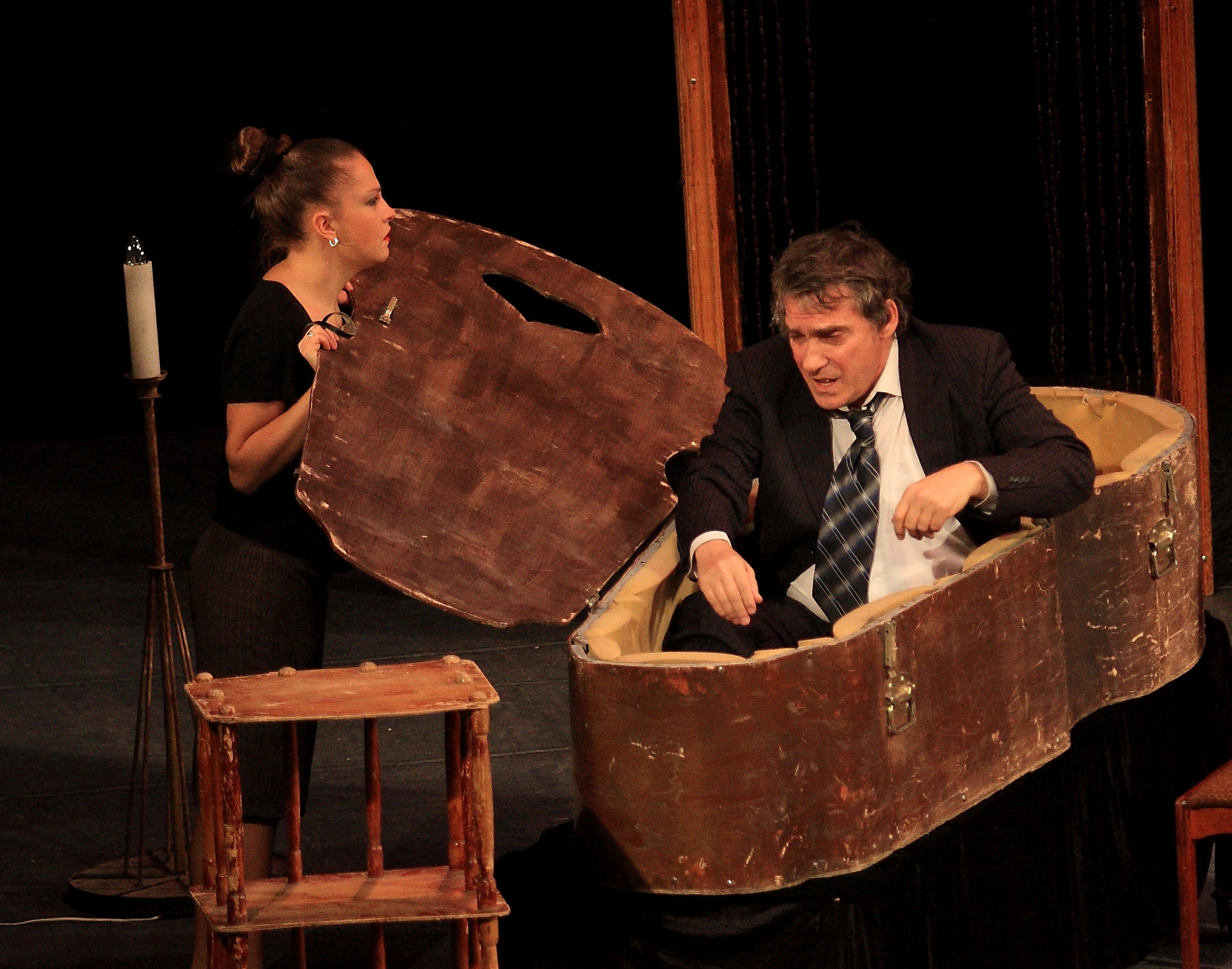
Garkalin und Lina Iwanowa in Белла Чао (Bella Ciao), 2010

Garkalin besuchte bis 1978 die Puppenspielabteilung am Gnessin-Institut Moskau, wo Sergei Obraszow und Leonid Abramowitsch Chait seine Lehrer waren. Danach gehörte er zu einem fahrenden Theater namens Люди и куклы (Ljudi i kukly) und arbeitete von 1983 bis 1985 am Zentralen Staatlichen Moskauer Puppentheater, wo auch seine Ehefrau Jekaterina (1952–2009) tätig war. 1983 wurde ihre Tochter Nika geboren, die beruflich den Eltern folgte.
1988 erlangte Garkalin an der Regiefakultät des Staatlichen Instituts für Theaterkunst (GITIS) einen Abschluss. Innerhalb der Lehranstalt wurde er später selbst Professor und leitete ab 2002 die Fakultät für Varieté.
Als Bühnendarsteller war Garkalin zunächst eine Spielzeit im Theaterstudio Человек (Tschelowek) aktiv, ehe er 1990 an das Moskauer Akademische Satiretheater wechselte und dort bis 2001 auftrat. Von 2007 bis zu seinem Tod wirkte Garkalin am Puschkin-Theater in Moskau. Weitere Stationen seiner Laufbahn waren das Независимый Театральный Проект (Nesawisimy Teatralny Projekt) und das Театральное агентство «Арт-Партнер XXI» (Teatralnoje agentstwo «Art-Partner XXI»).
Sein Filmdebüt gab er in Die feuerrote Blume (1978), war danach aber erst wieder in Катала (Katala, 1989) auf der Leinwand zu sehen. In dem Kriminalfilm gab er zugleich seine erste Hauptrolle. Kurz darauf folgte ein Auftritt als Opritschnik in Gennadi Wassiljews Zar Iwan der Schreckliche (1991). Garkalin war in über 80 Produktionen zu sehen, oftmals in Fernsehmehrteilern. Eine historische Rolle gab er als dänischer Prinz am Hofe von Christian VIII. in Андерсен. Жизнь без любви (Andersen. Schisn bes ljubwi, 2006), einem Film über Hans Christian Andersen. Seine letzte Hauptrolle spielte der dunkelhaarige Mime in Дед Иван и Санька (Ded Iwan i Sanka, 2012). Er war außerdem in mehreren Dokumentarfilmen zu sehen.
Garkalin beteiligte sich an der Synchronisation des bei Sojusmultfilm entstanden Werkes Знакомые нашей ёлки (Snakomyje naschei jolki, 2004) sowie den russischsprachigen Fassungen der US-amerikanischen Produktionen Dick Tracy (1990) und Purim: The Lot (Zeichentrickfilm, 2014).
Er wurde 1995 beim Festival Киношок (Kinoschok) als bester Darsteller ausgezeichnet und war Träger der Titel Verdienter Künstler Russlands (2000) sowie Volkskünstler Russlands (2008).
Garkalin, der bereits im Jahr 2008 zwei Herzinfarkte erlitten hatte, starb im November 2021 nach siebenwöchigem Krankheitsverlauf an einer schweren SARS-CoV-2-Infektion. Drei Tage nach seinem Tod fand am GITIS eine Gedenkfeier statt. Sein Grab befindet sich auf dem Miusskoje-Friedhof in seiner Geburtsstadt.

## Theaterarbeit (Auswahl)

### Zentrales Staatliches Moskauer Puppentheater
- Волшебная лампа Аладдина (Wolschebnaja lampa Aladdina) von Nina Wladimirowna Gernet

### Moskauer Akademisches Satiretheater
- Der Widerspenstigen Zähmung
- Der Revisor
- Die Dreigroschenoper
- Ein heißes Herz – von Alexander Ostrowski
- Die Wanze – von Wladimir Majakowski

## Filmografie (Auswahl)
- 1978: Die feuerrote Blume (Alenki zwetotschek)
- 1989: Катала (Katala)
- 1991: Zar Iwan der Schreckliche (Zar Iwan Grosny)
- 1991: Белые одежды (Belyje odeschdy)
- 1993: Роль (Rol)
- 1994: Russische Symphonie (Russkaja simfonija)
- 1995: Ширли-мырли (Schirly-myrli)
- 1999: Д.Д.Д. Досье детектива Дубровского (D.D.D. Dosje detektiwa Dubrowskogo)
- 1999: Директория смерти (Direktorija smerti)
- 2000: Дом для богатых (Dom dlja bogatych)
- 2001: Герой её романа (Geroi ejo romana)
- 2002: Лифт уходит по расписанию (Lift uchodit po raspisaniju)
- 2004: Ландыш серебристый-2 (Landysch serebristy-2)
- 2006: Весёлые соседи (Wesjolyje sosedi)
- 2006: Андерсен. Жизнь без любви (Andersen. Schisn bes ljubwi)
- 2007: Кровавая Мэри (Krowaja Meri)
- 2007: Национальное достояние (Nazionalnoje dostojanije)
- 2008: Гуманоиды в Королёве (Gumanoidy w Koroljowe)
- 2008: Дед Иван и Санька (Ded Iwan i Sanka)